# Melay (Maine i Loira)
Melay és un antic municipi francès, que pertany al municipi de Chemillé-Melay, situat al departament de Maine i Loira i a la regió de País del Loira. L'any 2007 tenia 1.578 habitants.
L'1 de gener de 2013, els dos antics municipis Chemillé i Melay es fusionen en el municipi nou Chemillé-Melay, que al seu torn el 2015 va fusionar amb el municipi nou Chemillé-en-Anjou.

## Demografia

### Població
El 2007 la població de fet de Melay era de 1.578 persones. Hi havia 574 famílies de les quals 99 eren unipersonals (40 homes vivint sols i 59 dones vivint soles), 202 parelles sense fills, 253 parelles amb fills i 20 famílies monoparentals amb fills.
La població ha evolucionat segons el següent gràfic:
Habitants censats

### Habitatges
El 2007 hi havia 616 habitatges, 588 eren l'habitatge principal de la família, 13 eren segones residències i 16 estaven desocupats. 602 eren cases i 15 eren apartaments. Dels 588 habitatges principals, 477 estaven ocupats pels seus propietaris, 106 estaven llogats i ocupats pels llogaters i 5 estaven cedits a títol gratuït; 2 tenien una cambra, 17 en tenien dues, 73 en tenien tres, 143 en tenien quatre i 353 en tenien cinc o més. 511 habitatges disposaven pel capbaix d'una plaça de pàrquing. A 253 habitatges hi havia un automòbil i a 312 n'hi havia dos o més.

### Piràmide de població
La piràmide de població per edats i sexe el 2009 era:
| Homes | Edats   | Dones |
| ----- | ------- | ----- |
| 0     | 95 o +  | 4     |
| 0     | 90 a 94 | 0     |
| 8     | 85 a 89 | 12    |
| 4     | 80 a 84 | 16    |
| 20    | 75 a 79 | 24    |
| 36    | 70 a 74 | 24    |
| 12    | 65 a 69 | 36    |
| 36    | 60 a 64 | 28    |
| 20    | 55 a 59 | 24    |
| 48    | 50 a 54 | 40    |
| 92    | 45 a 49 | 76    |
| 48    | 40 a 44 | 76    |
| 68    | 35 a 39 | 64    |
| 8     | 30 a 34 | 24    |
| 40    | 25 a 29 | 32    |
| 44    | 20 a 24 | 32    |
| 96    | 15 a 19 | 68    |
| 72    | 10 a 14 | 48    |
| 44    | 5 a 9   | 36    |
| 36    | 0 a 4   | 24    |

## Economia
El 2007 la població en edat de treballar era de 1.053 persones, 809 eren actives i 244 eren inactives. De les 809 persones actives 785 estaven ocupades (416 homes i 369 dones) i 25 estaven aturades (13 homes i 12 dones). De les 244 persones inactives 115 estaven jubilades, 89 estaven estudiant i 40 estaven classificades com a «altres inactius».

### Ingressos
El 2009 a Melay hi havia 580 unitats fiscals que integraven 1.617,5 persones, la mediana anual d'ingressos fiscals per persona era de 17.726 €.

### Activitats econòmiques
Dels 71 establiments que hi havia el 2007, 1 era d'una empresa alimentària, 4 d'empreses de fabricació d'altres productes industrials, 22 d'empreses de construcció, 12 d'empreses de comerç i reparació d'automòbils, 2 d'empreses d'hostatgeria i restauració, 2 d'empreses immobiliàries, 9 d'empreses de serveis, 13 d'entitats de l'administració pública i 6 d'empreses classificades com a «altres activitats de serveis».
Dels 29 establiments de servei als particulars que hi havia el 2009, 1 era una funerària, 2 tallers de reparació d'automòbils i de material agrícola, 8 paletes, 4 guixaires pintors, 2 fusteries, 4 lampisteries, 3 electricistes, 2 perruqueries, 2 veterinaris i 1 restaurant.
Dels 4 establiments comercials que hi havia el 2009, 1 era una fleca, 1 una botiga de roba, 1 una botiga de mobles i 1 una botiga de material esportiu.
L'any 2000 a Melay hi havia 56 explotacions agrícoles que ocupaven un total de 1.887 hectàrees.

## Equipaments sanitaris i escolars
El 2009 hi havia una escola elemental.

## Poblacions més properes
El següent diagrama mostra les poblacions més properes.